# Jake Muzzin
Jacob „Jake“ Muzzin (* 21. Februar 1989 in Woodstock, Ontario) ist ein ehemaliger kanadischer Eishockeyspieler. Der Verteidiger bestritt zwischen 2010 und 2022 über 600 Partien für die Los Angeles Kings und Toronto Maple Leafs in der National Hockey League (NHL). Den Großteil davon verbrachte er bei den Kings, mit denen er im Jahre 2014 den Stanley Cup gewann. Ferner errang er mit der kanadischen Nationalmannschaft die Goldmedaille bei der Weltmeisterschaft 2015.

## Karriere
Der Verteidiger war zunächst für die Brantford 99ers in einer unterklassigen kanadischen Juniorenliga aktiv, bevor ihn die Sault Ste. Marie Greyhounds in der OHL Priority Selection 2005 in der ersten Runde an elfter Position selektierten. Für die Greyhounds debütierte der Linksschütze jedoch erst im Verlauf der Saison 2006/07 in der Ontario Hockey League, nachdem er während der vorhergehenden Spielzeit aufgrund einer Rückenverletzung spieluntauglich gewesen war. Rasch setzte sich der Kanadier als Stammkraft im OHL-Kader der Sault Ste. Marie Greyhounds durch, wobei sein größter Mannschaftserfolg das Erreichen des Western-Conference-Finale in der Spielzeit 2007/08 war.
Während dieser Zeit sicherten sich die Pittsburgh Penguins, als sie Muzzin im NHL Entry Draft 2007 in der fünften Runde an insgesamt 141. Position auswählten, seine NHL-Rechte. Anschließend beorderten diese den Verteidiger in die Ontario Hockey League zurück und lief erneut für die Sault Ste. Marie Greyhounds aufs Eis, die der Linksschütze zeitweise in der Funktion des Mannschaftskapitäns anführte. Nach einer unbefriedigenden Saison 2008/09 inklusive verfehlter Playoff-Qualifikation, absolvierte er in der darauffolgenden Saison sein erfolgreichstes Spieljahr als Juniorenakteur. Mit 67 Punkten in 64 Begegnungen der regulären Saison, davon 52 Torvorlagen, war Muzzin bester Punktesammler der Sault Ste. Marie Greyhounds und belegte ligaweit Platz drei unter den Verteidigern. Da ihn die Pittsburgh Penguins zwischenzeitlich nicht unter Vertrag genommen hatten, war er als Free Agent verfügbar und hatte das Recht uneingeschränkt mit anderen NHL-Teams zu verhandeln.
Nachdem er sich im Dezember 2009 grundsätzlich über ein Vertragsverhältnis mit den Los Angeles Kings geeinigt hatte, unterschrieb der Kanadier am 4. Januar 2010 einen Entry Level Contract mit einer Laufzeit von drei Jahren. Zuvor hatte Muzzin im September 2009 am Trainingslager der Nashville Predators teilgenommen, ohne sich für ein Engagement zu empfehlen.
Die Los Angeles Kings setzten ihn während der Saison 2010/11 vorwiegend bei deren Farmteam, die Manchester Monarchs, in der American Hockey League ein. Im Saisonverlauf gab er auch sein Debüt in der National Hockey League, wo er elf Mal zum Einsatz kam.
Nach zwei weiteren Saisons im Trikot der Monarchs gelang Muzzin im Januar 2013 der endgültige Sprung in den NHL-Kader der Los Angeles Kings. Dort erzielte er in seinem dritten Saisonspiel gegen die Phoenix Coyotes auch sein erstes Tor in der Liga. Nachdem er im März insgesamt elf Scorerpunkte und eine Plus/Minus-Wertung von +10 verzeichnen konnte, wurde er als erster Verteidiger seit Tyler Myers 2010 zum NHL-Rookie des Monats gewählt.
Bei der Weltmeisterschaft 2015 gewann er mit der kanadischen Nationalmannschaft die Goldmedaille, ebenso wie im Jahr darauf beim World Cup of Hockey 2016.
Nach neun Jahren in der Organisation der Kings wurde Muzzin im Januar 2019 an die Toronto Maple Leafs abgegeben. Im Gegenzug wechselten die Nachwuchsspieler Carl Grundström und Sean Durzi sowie ein Erstrunden-Wahlrecht für den NHL Entry Draft 2019 nach Los Angeles. In Toronto unterzeichnete der Kanadier im Februar 2020 einen neuen Vierjahresvertrag, der ihm mit Beginn der Saison 2020/21 ein durchschnittliches Jahresgehalt von etwa 5,6 Millionen US-Dollar einbringen soll. Von der Spielzeit 2022/23 verpasste er in weiterer Folge einen Großteil aufgrund einer Verletzung der Halswirbelsäule. Diese bedeutete im weiteren Verlauf das Ende seiner aktiven Karriere, das er nicht offiziell verkündete, allerdings zur Saison 2023/24 als Scout von den Maple Leafs angestellt wurde. Insgesamt hatte Muzzin 683 NHL-Partien absolviert und dabei 294 Punkte erzielt.

## Erfolge und Auszeichnungen
| - 2010 OHL All-Star Game - 2010 Max Kaminsky Trophy - 2010 OHL First All-Star-Team - 2010 CHL First All-Star-Team | - 2013 NHL-Rookie des Monats März - 2014 Stanley-Cup-Gewinn mit den Los Angeles Kings - 2015 Goldmedaille bei der Weltmeisterschaft |

## Karrierestatistik

### International
Vertrat Kanada bei:
- Weltmeisterschaft 2015
- World Cup of Hockey 2016

(Legende zur Spielerstatistik: Sp oder GP = absolvierte Spiele; T oder G = erzielte Tore; V oder A = erzielte Assists; Pkt oder Pts = erzielte Scorerpunkte; SM oder PIM = erhaltene Strafminuten; +/− = Plus/Minus-Bilanz; PP = erzielte Überzahltore; SH = erzielte Unterzahltore; GW = erzielte Siegtore; 1 Play-downs/Relegation; Kursiv: Statistik nicht vollständig)